# Vem sköt Cock Robin?
Vem sköt Cock Robin? (engelska: Who Killed Cock Robin?) är en amerikansk animerad kortfilm från 1935. Filmen ingår i Silly Symphonies-serien och är baserad på den engelskspråkiga ramsan Cock Robin.

## Handling
När rödhaken Cock Robin sjunger en serenad för sin flickvän Jenny Wren blir han skjuten i bröstet av en pil och ramlar till marken. Det dröjer inte länge förrän polisen rycker in som häktar alla misstänkta och en rättegång inleds.

## Om filmen
Figuren Jenny Wren animerades av Hamilton Luske och är modellerad efter skådespelerskan Mae West.
Filmen nominerades till en Oscar för bästa animerade kortfilm vid Oscarsgalan 1936, men förlorade till förmån för Tre små kissar.
Filmen hade svensk premiär den 3 februari 1936 och visades på biografen Spegeln i Stockholm.

## Rollista (i urval)
- Martha Wentworth – Jenny Wren
- Billy Bletcher – domaren
- Leo Cleary – polis
- Pinto Colvig – papegoja
- Clarence Nash – sparv
- Purv Pullen – Cock Robins visslingar
- Melvin J. Gibby – Cock Robins sångröst[8]